# Jan Bos
Jan Bos (n. 29 martie 1975, Harderwijk, Gelderland, Țările de Jos) este un patinator de viteză ce a reprezentat Regatul Țărilor de Jos, medaliat olimpic. A participat la 5 ediții ale Jocurilor Olimpice (1998, 2002, 2004, 2006, 2010) în care a câștigat două medalii de argint.